# Air Kärnten
Air Kärnten war eine österreichische Fluggesellschaft mit Sitz in Klagenfurt und Basis auf dem Flughafen Klagenfurt, die nie den Flugbetrieb aufnahm.

## Geschichte
Air Kärnten wurde im November 2014 gegründet und nach dem österreichischen Bundesland Kärnten benannt. Sie sollte als Charterfluggesellschaft für einen Reiseveranstalter, unter anderem nach London, fliegen.
Die Flüge nach London wurden jedoch am 31. März 2015 wieder gestrichen. Grund dafür waren die wenigen Buchungen.
Am 30. April 2015 wurde Air Kärnten aufgelöst.

## Flugziele
Die Airline plante Flüge ab Klagenfurt und Graz nach Griechenland, Italien, Portugal und Spanien.

## Flotte
| Flugzeugtyp       | Anzahl | bestellt | Anmerkungen                      | Sitzplätze |
| ----------------- | ------ | -------- | -------------------------------- | ---------- |
| Bombardier CRJ200 |        | 1        | Sollte von Cimber geleast werden | 50         |
| Fokker 100        |        | 1        | Sollte geleast werden            | 100        |